# 4294 Horatius
4294 Horatius este un asteroid din centura principală, descoperit pe 24 septembrie 1960 de Cornelis van Houten și Tom Gehrels.